# 南口路
南口路位于天津市河北区，南起于新开河上的新开桥，北迄于普济河道路口。全长2.7千米。车行道宽14米，1966年辟建。沿途道路多以长城关隘为名，例如榆关道，古北道，喜峰道等。
沿线多工厂，例如天津市动力机厂，搪瓷厂，暖风机厂，东方化工厂等，后来陆续拆除，改建为一系列的商品房。沿线设有天津外国语学校。